# Phiala crassistriga
Phiala crassistriga is een vlinder uit de familie van de Eupterotidae. De wetenschappelijke naam van de soort is voor het eerst voorgesteld door Embrik Strand in een publicatie uit 1911.
De spanwijdte bij het mannetje bedraagt 41 millimeter en bij het vrouwtje 53 millimeter.
De soort komt voor in Congo-Kinshasa, Tanzania en Malawi.